# Mandla Siegfried Jwara
Mandla Siegfried Jwara CMM (St. Nivard, KwaZulu-Natal, 1 de fevereiro de 1957) é um religioso sul-africano nomeado arcebispo católico romano de Durban.

## Vida
Mandla Siegfried Jwara juntou-se ao fim dos Missionários de Mariannhill em 1 de fevereiro de 1981 e fez temporária profissão em 1982. A profissão perpétua começou em 1986. Jwara recebeu em 14 de fevereiro de 1987, o sacramento da Ordem .
Em 30 de abril de 2016 o Papa nomeou Francis ao titular da Elephantaris em Proconsulari e Vigário Apostólico de Ingwavuma. O Bispo de Manzini, José Luis Gerardo Ponce de Leon IMC, doou a 25 de junho do mesmo ano a consagração; Os co- consagradores foram o bispo de Eshowe, Xolelo Thaddaeus Kumalo, e o bispo de Mariannhill, Pius Mlungisi Dlungwana.
O Papa Francisco o nomeou arcebispo de Durban em 9 de junho de 2021.